# Soalala (stad)
Soalala is een stad in Madagaskar, gelegen in de regio Boeny. 

## Geschiedenis
Tot 1 oktober 2009 lag Andapa in de provincie Mahajanga. Deze werd echter opgeheven en vervangen door de regio Boeny. Tijdens deze wijziging werden alle autonome provincies opgeheven en vervangen door de in totaal 22 regio's van Madagaskar.

## Infrastructuur
Naast het basisonderwijs biedt de stad zowel middelbaar als hoger onderwijs aan. Tevens beschikt de stad over haar eigen luchthaven en een haven.

## Economie
Landbouw biedt werkgelegenheid aan 78% van de beroepsbevolking. Het belangrijkste gewas in Soalala is rijst, terwijl andere belangrijke producten bananen en cassave betreffen. In de industriële en dienstensector werkt respectievelijk 5% en 1% van de bevolking. Daarnaast werkt 16% van de bevolking in de visserij.
Ook ligt er de Soalalamijn, een ijzermijn.